# Фотонний двигун
Фото́нний двигу́н (квантовий) — гіпотетичний реактивний двигун, де джерелом енергії служить тіло, яке випромінює світло. Фотон має імпульс, і, відповідно, при витіканні з двигуна, світло створює реактивну тягу. Теоретично фотонний двигун може розвинути максимальну тягу з розрахунку на витрачену масу космічного апарата, дозволяючи досягати швидкостей, близьких до швидкості світла, проте практична розробка таких двигунів, судячи з усього, справа досить віддаленого майбутнього.

## Анігіляційний фотонний двигун
Ентузіасти вважають, що взаємодія речовини і антиречовини дозволяє перевести практично всю вступаючу в реакції масу в випромінювання.
Тим не менш, треба зазначити, що поширене в літературі формулювання «при анігіляції виділяються гамма-кванти» в принципі фізично хибне. Гамма-кванти прямо виділяються тільки при електрон-позитронній анігіляції. У випадку анігіляції пари протон-антипротон в стані спокою (не релятивістської) відбувається складно-ланцюгова реакція: утворення (часто) адронного мезоатома з часом життя близько 10  −27  секунди, потім розпад цього атома (власне анігіляція) з утворенням піонного комплексу, що складається з 2-12 (в середньому 5-7) нейтральних (⅓) та заряджених (⅔) пі-мезонів (піонів), потім за час порядку 10 −17 секунди нейтральні піони розпадаються з виділенням гамма-квантів з піком енергії в спектрі близько 70 МеВ, в той час, як заряджені піони, що мають значно більший час життя, до ~ 1,5 × 10  −4  секунди, видаляються на швидкості світла з області реакції (у вакуумі і розрідженому середовищі — до 20-40 м, в щільному речовині, наприклад, графіті — близько 0,1-0,2 м) і потім розпадаються з утворенням мюонів, які у свою чергу розпадаються (в основному 99,998%, каналі розпаду) на нейтрино і електрони.
Таким чином, при анігіляції антиречовини — тобто речовини з антипротонів і позитронів, приблизно 1/3 енергії виділиться у вигляді жорсткого гамма-випромінювання з енергією квантів 511 кеВ (від позитронно-електронної анігіляції) і 70 МеВ від розпаду нейтральних піонів, ~ 1/3 енергії — у виді заряджених часток з досить великим пробігом, а ~ 1/3 — у вигляді нейтрино, тобто буде безповоротно втрачена.

### Технічні проблеми
У сьогоднішньому стані ідея фотонного реактивного двигуна неймовірно далека від технічного втілення.
Вона містить ряд проблем, які зараз навіть теоретично не можуть бути вирішені:
Це:
1. Проблема отримання великої кількості антиречовини.
2. Проблема її зберігання.
3. Проблема повного використання при «спалюванні» — щоб анігіляція відбувалася повністю, і в основному з виділенням саме фотонів.
4. Проблема створення «дзеркала», здатного дуже добре відбивати гамма-випромінювання та інші продукти анігіляції.

## Фотонний двигун на магнітних монополях
Якщо справедливі деякі варіанти теорій великого об'єднання, такі, як модель' т Хоофта — Полякова, то можна побудувати фотонний двигун, що не використовує антиречовину, так як магнітний монополь гіпотетично може каталізувати розпад протона  на позитрон і π  0 -мезон:
{\displaystyle P\ rarre^{+}+\ pi^{0}}
π  0  швидко розпадається на 2 фотона, а позитрон анігілює з електроном, у результаті атом водню перетворюється на 4 фотона, і невирішеною залишається тільки проблема дзеркала.
У той же час у більшості сучасних теорій Великого об'єднання магнітні монополі відсутні, що ставить під сумнів цю привабливу ідею.

## Згадки в науковій фантастиці
- У фільмі «Москва — Кассіопея» головні герої відправляються в космос на космічному кораблі, що використовує як паливо антиречовину.
- У серіалі «Star Trek (Зоряний шлях)» бортова енергосистема зорельотів використовує антиматерію тобто антиречовину як енергоносія, але двигуни зорельота не фотонні.
- У романі Івана Єфремова «Туманність Андромеди» зореліт и землян використовують фантастична речовина анамезон «із зруйнованими мезонними зв'язками ядер атомів, що має близькою до світловий швидкістю витікання»[5].
- Станіслав Лем - у романах «Непереможний», «Повернення з зірок», «Фіаско» — космічні кораблі на фотонної тязі.
- В оповіданні Вл. Михайлова «Струмок на Япете» (1971) — космічний корабель на фотонної тязі «Синій птах»
- У творах братів Стругацьких (див. Хіус).
- У творі Бернара Вербера — «Зіркове метелик»

## Фотонний двигун в реальності
Згідно з однією з гіпотез, аномальне прискорення космічних апаратів «Піонер-10» і «Піонер-11» викликано анізотропією теплового випромінювання апаратів. Якщо це так, то таким чином зафіксовано ефект, аналогічний фотонному двигуну. Аналогічно при визначенні параметрів гравітаційного поля Землі з траєкторій руху геофізичних супутників LAGEOS в розрахунки входить тиск сонячного світла (Сонячне вітрило) і анізотропія теплового випромінювання супутників.